# Observatoire volcanologique des Andes du Sud

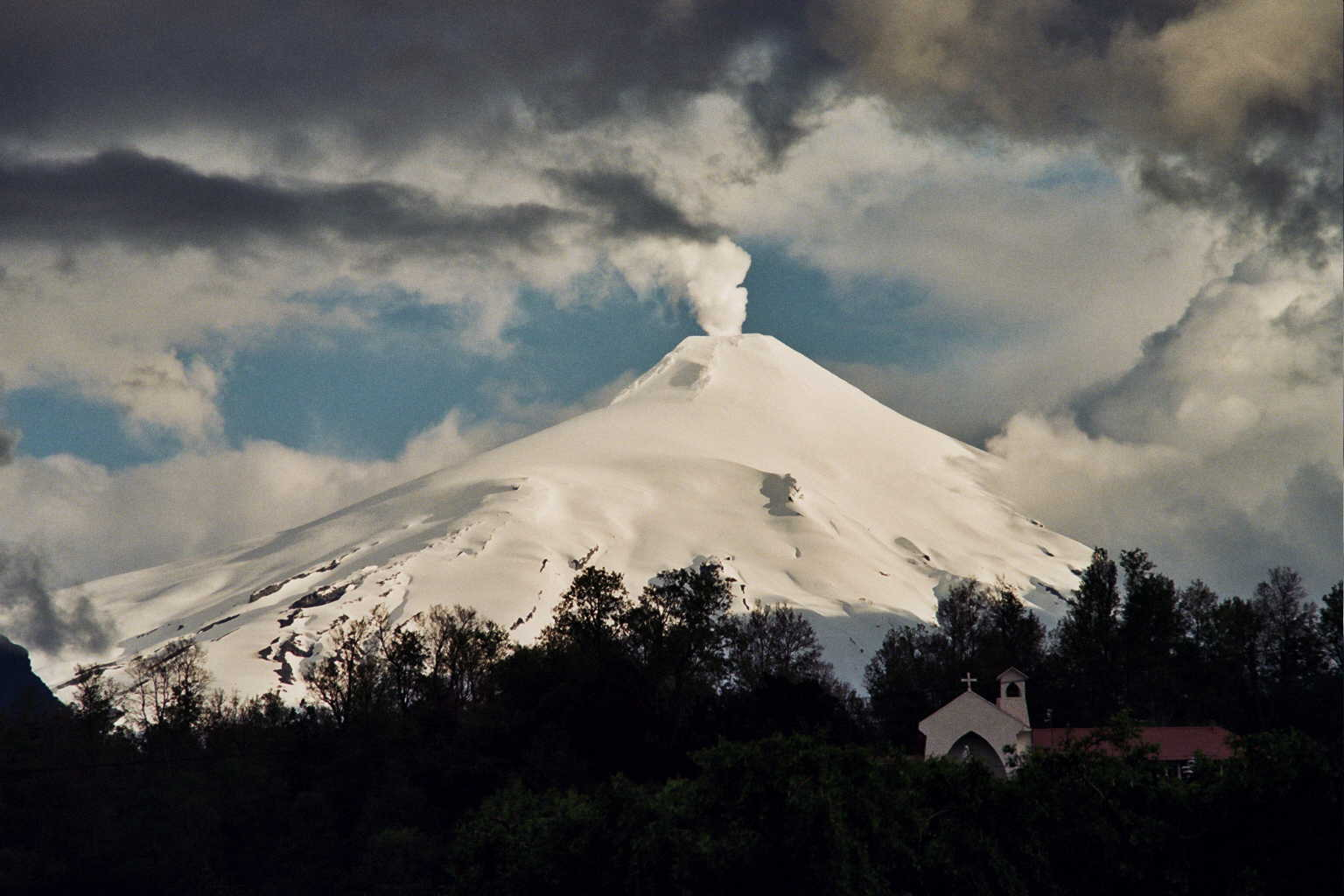
Le Villarrica est l'un des volcans surveillé par l'OVDAS.

L’observatoire volcanologique des Andes du Sud (en espagnol : Observatorio Volcanológico de los Andes del Sur, OVDAS) est un observatoire volcanologique rattaché au Service national de géologie et des mines (es) (Sernageomin) du Chili. Centre d'interprétation des données du Réseau national de vigilance volcanique (Red Nacional de Vigilancia Volcánica), l'Observatoire surveille en temps réel la situation des volcans en activité au Chili. L'observatoire est situé rue Rudecindo Ortega 2400, dans la ville de Temuco, dans la région d'Araucanie.
La surveillance réalisée par l'Observatoire combine une surveillance visuelle et instrumentale permanente sur l'évolution et le comportement éruptif (types d'éruptions et distance atteinte) des principaux volcans actifs du Chili, à travers des études des conditions sismiques, géodésiques et géologiques de l'activité volcanique. Lorsqu'il détecte la survenue probable d'épisodes critiques, l'Observatoire fournit toute information scientifique pertinente dont il dispose au Système de Protection Civil, placé sous la tutelle de l'Office national des urgences (ONEMI) du Ministère de l'Intérieur du Chili.
Le Sernageomin est l'organisme qui surveille le plus de volcans au monde, avec pas moins de 43 volcans surveillés en permanence. Il est suivi par l'Institut de volcanologie et de sismologie du Kamtchatka (36 volcans), l'observatoire de volcanologie d'Indonésie (30 volcans) et l'Observatoire volcanologique d'Alaska (24 volcans). 

## Volcans surveillés
Les volcans suivants font partie du réseau surveillé par le Sernageomin.
| Nom                     | Éruption la plus récente | Région              | Coordonnées          | Page sur le site du Sernageomin |
| ----------------------- | ------------------------ | ------------------- | -------------------- | ------------------------------- |
| Taapaca (No 'Tarapacá') | 2000 ans AP              | Arica y Parinacota  | 18° 06′ S, 69° 30′ O |                                 |
| Parinacota              | vers 1800                | Arica y Parinacota  | 18° 09′ S, 69° 08′ O |                                 |
| Guallatiri              | 1985                     | Arica y Parinacota  | 18° 25′ S, 69° 10′ O |                                 |
| Isluga                  | 96000±6000 ans AP        | Tarapacá            | 19° 07′ S, 68° 49′ O |                                 |
| Irruputuncu             | 1995                     | Tarapacá            | 20° 45′ S, 68° 34′ O |                                 |
| Olca                    | 1865-67                  | Antofagasta         | 20° 56′ S, 68° 30′ O |                                 |
| Ollagüe                 | 130 000 ans AP           | Antofagasta         | 21° 18′ S, 68° 10′ O |                                 |
| San Pedro-San Pablo     | 1960                     | Antofagasta         | 21° 53′ S, 68° 24′ O |                                 |
| Láscar                  | 1993                     | Antofagasta         | 23° 22′ S, 67° 54′ O |                                 |
| Lastarria               | desconocida              | Antofagasta         | 25° 10′ S, 68° 30′ O |                                 |
| Tupungatito             | 1959-1960                | Metropolitana       | 33° 23′ S, 69° 48′ O |                                 |
| San José                | 1932-1933                | Metropolitana       | 33° 47′ S, 69° 53′ O |                                 |
| Tinguiririca            | 1917                     | O'Higgins           | 34° 49′ S, 70° 20′ O |                                 |
| Planchón-Peteroa        | 2010                     | Maule               | 35° 14′ S, 70° 34′ O |                                 |
| Descabezado Grande      | 1932-1933                | Maule               | 35° 35′ S, 70° 44′ O |                                 |
| San Pedro de Tatara     | 96000±6000 ans AP        | Maule               | 36° 00′ S, 71° 50′ O |                                 |
| Nevado de Longaví       | Holocène                 | Maule               | 36° 12′ S, 71° 10′ O |                                 |
| Laguna del Maule        | 3000 ans AP              | Maule               | 36° 59′ S, 70° 35′ O |                                 |
| Nevados de Chillán      | 1973                     | Biobío              | 36° 51′ S, 71° 24′ O |                                 |
| Antuco                  | 1853                     | Biobío              | 37° 24′ S, 71° 21′ O |                                 |
| Copahue                 | 1992                     | Biobío              | 37° 52′ S, 71° 10′ O |                                 |
| Callaqui                | 1980                     | Biobío              | 37° 55′ S, 71° 27′ O |                                 |
| Lonquimay - Tolhuaca    | 1990                     | Araucanía           | 38° 23′ S, 71° 35′ O |                                 |
| Llaima                  | 2009                     | Araucanía           | 38° 41′ S, 71° 44′ O |                                 |
| Sollipulli              | 1240                     | Araucanía           | 38° 59′ S, 71° 31′ O |                                 |
| Villarrica              | 2010                     | Araucanía, Los Ríos | 39° 25′ S, 71° 56′ O |                                 |
| Quetrupillán            | 1650±70 ans AP           | Araucanía, Los Ríos | 39° 30′ S, 71° 42′ O |                                 |
| Lanín                   | 2170±70 ans AP           | Araucanía, Los Ríos | 39° 42′ S, 71° 30′ O |                                 |
| Mocho-Choshuenco        | 1864                     | Los Ríos            | 39° 55′ S, 72° 02′ O |                                 |
| Carrán-Los Venados      | 1955                     | Los Ríos            | 40° 21′ S, 72° 04′ O |                                 |
| Puyehue-Cordón Caulle   | 2011                     | Los Ríos, Los Lagos | 40° 31′ S, 72° 12′ O |                                 |
| Antillanca - Casablanca | 2910 ± 150 años AP       | Los Lagos           | 40° 46′ S, 72° 13′ O |                                 |
| Osorno                  | 1869                     | Los Lagos           | 41° 06′ S, 72° 30′ O |                                 |
| Calbuco                 | 2015                     | Los Lagos           | 41° 19′ S, 72° 36′ O |                                 |
| Yate - Hornopirén       | ?                        | Los Lagos           | 41° 46′ S, 72° 24′ O |                                 |
| Huequi                  | desconocida              | Los Lagos           | 42° 22′ S, 72° 34′ O |                                 |
| Michinmahuida           | XVIIe siècle?            | Los Lagos           | 42° 48′ S, 72° 26′ O |                                 |
| Chaitén                 | 2008                     | Los Lagos           | 42° 50′ S, 72° 39′ O |                                 |
| Corcovado - Yanteles    | 6870±90 AP               | Los Lagos           | 43° 11′ S, 72° 47′ O |                                 |
| Macá - Cay              | 9000 ans AP              | Aysén               | 45° 06′ S, 73° 10′ O |                                 |
| Melimoyu                | 200 ± 75 ans             | Aysén               | 44° 05′ S, 72° 53′ O |                                 |
| Mentolat                | 1850?                    | Aysén               | 44° 42′ S, 73° 05′ O |                                 |
| Mont Hudson             | 1991                     | Aysén               | 45° 54′ S, 72° 58′ O |                                 |